# Mikołaj Ilków
Mikołaj Ilków, ukr. Микола Миколайович Ільків – Mykoła Mykołajowycz Ilkiw (ur. 10 grudnia 1890 w Przewoźcu, zm. w kwietniu 1940 w Katyniu) – duchowny greckokatolicki pochodzenia ukraińskiego, działacz polityczny, poseł na Sejm RP, naczelny kapelan greckokatolicki Wojska Polskiego, ofiara zbrodni katyńskiej.

## Życiorys
Urodził się 10 grudnia 1890. Syn Mikołaja. Ukończył szkołę średnią w Kałuszu, a następnie gimnazjum im. Cesarza Franciszka Józefa I w Stanisławowie. W 1918 ukończył studia teologiczne na Wydziale Teologicznym Uniwersytetu Jana Kazimierza we Lwowie, po czym 30 marca 1919 został wyświęcony na duchownego obrządku greckokatolickiego.
Pracował jako katecheta w szkołach w Kałuszu. Podczas wojny polsko-ukraińskiej, jako dyrektor prywatnego gimnazjum ukraińskiego w Kałuszu, prowadził akcję polegającą na pomocy rannym żołnierzom. Od 1920 pełnił funkcję administratora probostw greckokatolickich w okolicznych miejscowościach. Opowiadał się za współpracą ukraińsko-polską.
W 1922 był współzałożycielem Agrarnej Ukraińskiej Chłopskiej Partii (Chliborobów). Z jej ramienia wybrano go w tym roku do Sejmu I Kadencji. Stanął na czele Sejmowego Klubu Ukraińsko-Włościańskiego, liczącego 5 posłów. Z powodu zaangażowania politycznego popadł w konflikt z władzami kościelnymi, co spowodowało, że został zawieszony w czynnościach kapłańskich przez biskupa Grzegorza Chomyszyna.
Po zakończeniu kadencji Sejmu w 1927 objął probostwo w Niżniowie w diecezji stanisławowskiej. 27 lutego 1928 został przeniesiony z pospolitego ruszenia do rezerwy duchowieństwa wojskowego z równoczesnym mianowaniem kapelanem rezerwy ze starszeństwem z 1 stycznia 1927 i 399. lokatą w duchowieństwie wojskowym (obrządek greckokatolicki). Od lipca 1928, jako duchowny rezerwy powołany do służby czynnej, pełnił funkcję administratora parafii wojskowej greckokatolickiej w Łodzi. 27 czerwca 1935 został przemianowany na zawodowego kapelana wojskowego, w stopniu kapelana ze starszeństwem z 1 sierpnia 1928 i 1. lokatą w duchowieństwie wojskowym wyznania greckokatolickiego. Obowiązki proboszcza parafii Zwiastowania Najświętszej Marii Panny przy kościele garnizonowym św. Jerzego w Łodzi sprawował do września 1939.
Na stopień starszego kapelana został mianowany ze starszeństwem z 19 marca 1939 i 1. lokatą w duchowieństwie wojskowym wyznania rzymskokatolickiego.
Po wybuchu II wojny światowej 1939, w okresie kampanii wrześniowej, jako naczelny kapelan greckokatolicki WP, znalazł się w oblężonym Lwowie. Po agresji ZSRR na Polskę z 17 września 1939 i kapitulacji Lwowa 21 września trafił do niewoli radzieckiej. Osadzono go w obozie jenieckim w Starobielsku, skąd 2 marca 1940 wraz z grupą dziesięciu innych jeńców został przewieziony do Moskwy, a stamtąd, po nieudanej próbie skłonienia go do współpracy z Sowietami, do obozu w Kozielsku (11 kwietnia 1940). Wynika to z pisma komendanta obozu w Kozielsku o "przyjęciu konwoju dwóch księży byłej armii polskiej". 28 kwietnia 1940 przekazany do dyspozycji naczelnika Zarządu NKWD Obwodu Smoleńskiego – lista wywózkowa 052/4 z 27 kwietnia 1940. 
Rozstrzelany 30 kwietnia 1940 w Katyniu przez funkcjonariuszy Obwodowego Zarządu NKWD w Smoleńsku oraz pracowników NKWD przybyłych z Moskwy na mocy decyzji Biura Politycznego KC WKP(b) z 5 marca 1940.  
Ofiary tej zbrodni grzebano w bezimiennych mogiłach zbiorowych, gdzie od 28 lipca 2000 mieści się oficjalnie Polski Cmentarz Wojenny w Katyniu. W miejscu tym prowadzone były ekshumacje i prace archeologiczne. W 1943 jego ciało zidentyfikowano podczas ekshumacji nadzorowanych przez Niemców pod numerem 2455 – dosłownie określony jako Ilnow Nikolai (zapis w dzienniku ekshumacji pod datą 18 maja 1943). Figuruje na liście Komisji Technicznej PCK pod numerem 02455 wskazany jako ppor. Ilnow Mikołaj. Przy jego zwłokach odnaleziono rosyjskie pokwitowanie na odebrane rzeczy. Nazwisko Ilkowa (zapisane jako Ilnów) znajduje się na liście ofiar (pod nr 2455) opublikowanej w Gońcu Krakowskim nr 139 oraz w Nowym Kurierze Warszawskim nr 145 z 1943. Krewni do 2010 poszukiwali informacji przez Biuro Informacji i Badań Polskiego Czerwonego Krzyża w Warszawie. 

## Upamiętnienie

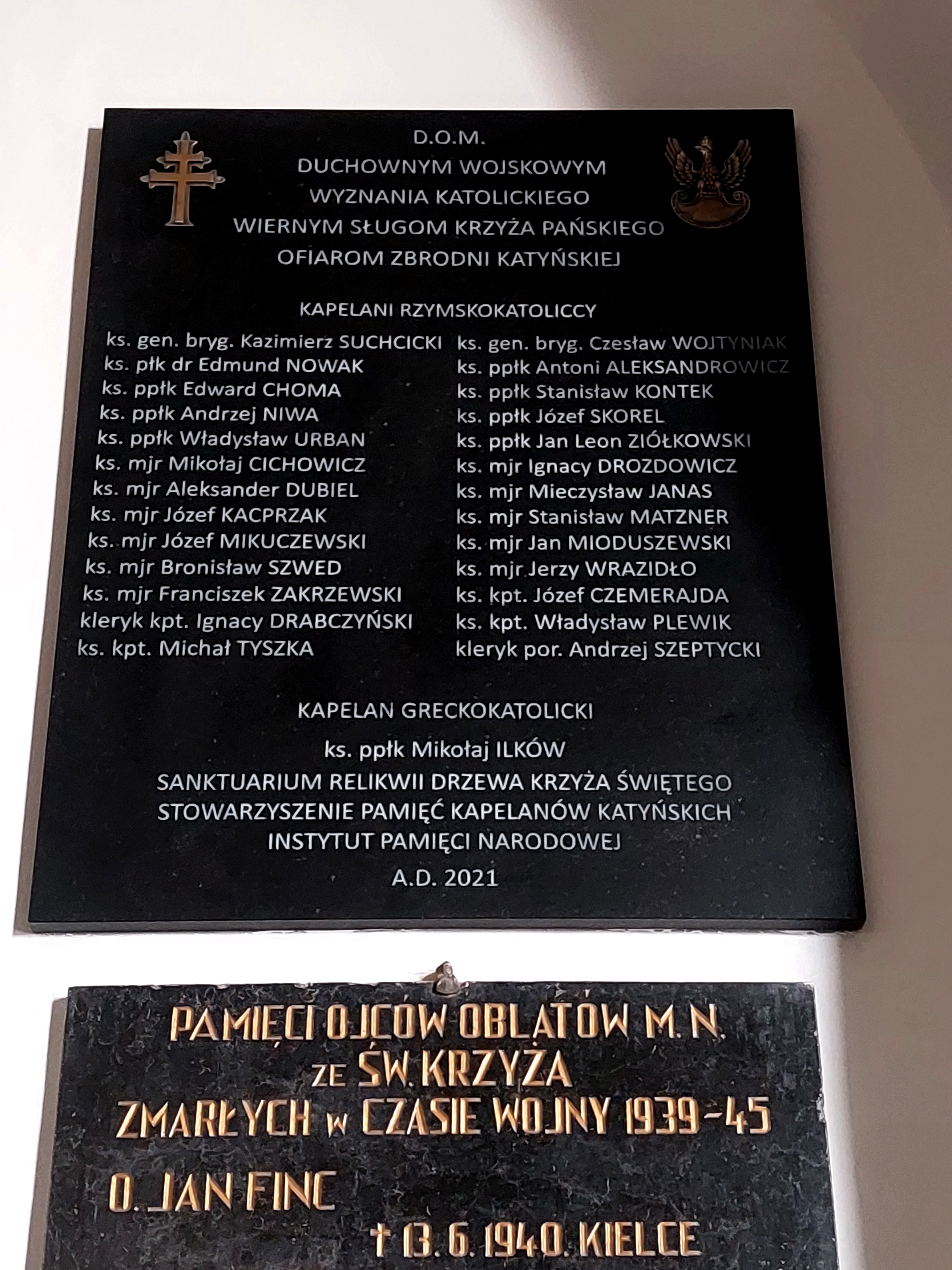
Tablica upamiętniająca duchownych zamordowanych w ramach zbrodni katyńskiej odsłonięta w 2021 roku w krużganku bazyliki mniejszej pw. Trójcy Świętej i sanktuarium Relikwii Drzewa Krzyża Świętego na Świętym Krzyżu

5 października 2007 Minister Obrony Narodowej Aleksander Szczygło awansował go pośmiertnie do stopnia podpułkownika. Awans został ogłoszony 9 listopada 2007 w Warszawie, w trakcie uroczystości „Katyń Pamiętamy – Uczcijmy Pamięć Bohaterów”.
12 maja 2019 w Kalwarii Pacławskiej, odbyła się uroczystość związana z odsłonięciem oraz poświęceniem tablicy pamiątkowej i Alei Dębów Pamięci Kapelanów Katyńskich przy kaplicy „Ukrzyżowanie”. Wśród 32 kapelanów wojskowych różnych wyznań, zamordowanych w Katyniu i innych miejscach kaźni w 1940, jest wymieniony ppłk Mikołaj Ilków.

## Ordery i odznaczenia
- Krzyż Kawalerski Orderu Odrodzenia Polski (25 stycznia 1939)[28]
- Złoty Krzyż Zasługi[2]
- Srebrny Krzyż Zasługi (19 marca 1935)[29][30]